# Immortal Cities: Children of the Nile
Immortal Cities: I Figli del Nilo è un videogioco manageriale strategico in tempo reale (RTS) sviluppato dalla Tilted Mill Entertainment e pubblicato da Myelin Media negli Stati Uniti d'America e da SEGA nell'Unione europea. Il videogioco viene considerato parte della serie di Caesar pur non essendo prodotto da Sierra Entertainment proprietaria del marchio. Il gioco viene considerato parte della serie dato che ricalca i precedenti giochi della serie e ne segue fedelmente la filosofia.

## Modalità di gioco
A differenza di molti titoli simili, non esiste un tesoro di valuta astratta con il quale il giocatore costruisce edifici ed emette editti. Invece, il giocatore progetta i cantieri per varie classi di cittadini, che sono divisi in lavoratori privati e impiegati governativi. Qualsiasi cittadino che abbia diritto a un avanzamento sociale entrerà e costruirà la sua dimora, svolgendo le funzioni della sua nuova professione. La maggior parte di questi cantieri hanno progettazione gratuita, e saranno costruiti in pochi istanti dai nuovi occupanti, ma la maggior parte degli edifici governativi devono essere costruiti con mattoni, che vengono creati dai mattonai gestiti dal governo e trasportati nei cantieri dai muratori.
Tutti i cittadini, privati o governativi, usano il pane come forma di valuta, e tutto il pane è fatto da cereali coltivati dai contadini della classe contadina, i cui numeri sono essi stessi limitati dal numero e dalla ricchezza personale dei cittadini della classe nobile. Tutta la ricchezza del gioco, quindi, deriva in ultima analisi dalle proprietà della nobiltà. Il cibo raccolto viene automaticamente distribuito alla nobiltà e agli agricoltori (con la nobiltà che prende una quota molto più grande, in base alle dimensioni della loro casa a schiera, che è a sua volta basata sulla quantità di cibo posseduta dagli occupanti). I commercianti, che vendono vari prodotti artigianali e articoli di lusso, guadagnano cibo vendendo la loro merce ad altri cittadini. Servi e animatori guadagnano cibo vendendo i loro servizi alla nobiltà; i servi possono anche lavorare per i negozianti di lusso. Gli impiegati governativi, tra cui soldati, sacerdoti e scribi, ricevono la parte del cibo che è stato tassato dagli scribi impiegati dal governo che lavorano come valutatori fiscali; il cibo da distribuire in questo modo viene immagazzinato nelle panetterie mentre l'eccedenza è immagazzinata nei granai. Il palazzo del faraone è un incrocio tra una casa privata e un granaio; riceve infatti una percentuale di tutto il cibo tassato, che gli occupanti del palazzo usano per acquistare beni artigianali per la famiglia reale, che, insieme ai miglioramenti del palazzo (acquistati con cibo e mattoni di proprietà del governo), migliorano il Prestigio del giocatore. Il cibo in eccesso immagazzinato nei granai o nel palazzo può essere utilizzato negli scambi o nelle varie missioni a livello di mappa mondiale, alcune delle quali potrebbero essere richieste per completare lo scenario.
È importante curare tutte le esigenze dei cittadini per mantenerli felici e farli lavorare in modo efficiente, con cittadini di classe elevata come i nobili che richiedono la maggior parte dei beni e dei servizi per rimanere felici. Tutti i cittadini vorranno beni artigianali comuni e accesso a strutture religiose e sanitarie, mentre i cittadini di classe superiore desiderano anche una varietà di beni di lusso, alcuni dei quali non possono essere fabbricati e devono essere importati. I nobili richiedono anche i servizi di intrattenitori, che si esibiscono in cambio di cibo, e inoltre desiderano acquistare una tomba di famiglia, che il giocatore deve costruire e mettere a disposizione della nobiltà. Tutte le famiglie desidereranno i servizi di un sacerdote che lavora come un mortuario quando muore un membro della famiglia, indipendentemente dalla disponibilità della tomba. I cittadini insoddisfatti smetteranno di lavorare e inizieranno anche a protestare; la famiglia reale non lo farà mai, ma la valutazione del prestigio del giocatore ne risentirà fino a quando i suoi bisogni non saranno risolti.
Proprietari e nobili di lusso avranno figli che possono essere educati dai sacerdoti, diventando "laureati" che possono svolgere servizi avanzati come servire come comandanti militari, lavorare come sorveglianti dei lavoratori che estraggono pietre e costruiscono monumenti, diventare scribi, che svolgono varie funzioni amministrative del governo, come valutare i campi per la tassazione o gestire gli scambi per rendere più efficienti i negozianti centralizzando la fornitura di materie prime, o diventare sacerdoti, che forniscono assistenza sanitaria, servizi religiosi e istruzione. Il numero di "laureati" in una città è illimitato, ma si può impiegare come lavoratori istruiti un gruppo alla volta. Questo numero è determinato dal Prestigio del giocatore, il cui valore sale a seconda di valori come il completamento delle missioni della mappa mondiale, l'acquisto di potenziamenti del palazzo e la garanzia di una famiglia reale benestante e ben fornita, la costruzione di tombe monumentali, e la propaganda sotto forma di stele e obelischi che commemorano i risultati del giocatore sulla mappa del mondo; e cala invece se un membro della famiglia reale, o ancor peggio il Faraone in persona, muore senza essere correttamente mummificato da un mortuario e sepolto in una tomba reale.

### Campagna
Sono cinque i periodi storici presenti nel gioco.
|                    | Facile   | Medio      | Difficile  |
| ------------------ | -------- | ---------- | ---------- |
| Antico Regno       | Nekhen   | Nubt       | Men-Nefer  |
| Primo intermedio   | Bubastis | Henen-nesu | Iunet      |
| Medio Regno        | Ity Tawy | Waset      | Abu        |
| Secondo intermedio | Iunu     | Asyūṭ      | Shedet     |
| Nuovo Regno        | Djedu    | Khmun      | Pi-Ramesse |

## Enhanced Edition
L'8 luglio 2008 è uscita la versione Enhanced Edition del gioco, che include nuovi cambiamenti rispetto alla versione originale: tra i vari cambiamenti vi sono nuove strutture come il mattonificio. Il 10 luglio, la versione classica del gioco è stata aggiornata a quella Enhanced Edition grazie a una patch 1.3.
Il 10 settembre 2008 è invece uscita Alexandria, espansione del gioco.

### Versione online del gioco
Immortal Cities: Online è un gioco bowser game, o meglio la versione online del gioco; sempre sviluppato dalla Tilted Mill Entertainment, è uscito il 5 marzo 2009. Come molti giochi in bowser, non c'è un obiettivo fisso. Il gioco si concentra nello scambiarsi risorse con gli altri giocatori in modo da migliorare le proprie strutture e città e fondarne di nuove. Vi è inoltre un aspetto player versus player che permette ai giocatori di prendere possesso di "monumenti" (siano essi sfingi o piramidi) da un'intelligenza artificiale o da un altro giocatore. Già nel marzo del 2009 vi sono stati almeno 5000 giocatori registrati.
Il blog "The Freshman" ha lodato la natura in tempo reale del gameplay, nel quale il giocatore può iniziare compiti piuttosto complessi e trovarli al ritorno completi o comunque a buon punto, oltre a descrivere la relativa onestà dei giocatori nel gioco. Krish Lagav, nel suo blog su The Wall Street Journal, ha lodato l'equilibrio attento tra beni, materiali grezzi e commercio, oltre che alla cooperazione richiesta tra i giocatori, con i conseguenti effetti positivi sull'aspetto sociale nel gioco.

## Accoglienza
| Testata                                  | Giudizio |
| ---------------------------------------- | -------- |
| GameRankings (media al 31 dicembre 2020) | 76%      |
| Computer Gaming World                    | [ 8 ]    |
| PC Zone                                  | 77/100   |
| Computer Games Magazine                  | [ 10 ]   |
| Multiplayer.it                           | 7.8      |

Il gioco è stato accolto positivamente dalla critica, a causa dell'immensa ambientazione storica, del gameplay ricco e articolato e della solida realizzazione tecnica. Sono state però sollevate critiche sull'interfaccia, sull'intelligenza artificiale e sul limitato comparto strategico-militare.